# (30830) Jahn
Pour les articles homonymes, voir Jahn.
(30830) Jahn est un astéroïde de la ceinture principale.

## Description
(30830) Jahn est un astéroïde de la ceinture principale. Il fut découvert le 14 octobre 1990 à Tautenburg par Freimut Börngen et Lutz Dieter Schmadel. Il présente une orbite caractérisée par un demi-grand axe de 2,36 UA, une excentricité de 0,21 et une inclinaison de 4,7° par rapport à l'écliptique.

## Compléments